# Art wisigoth

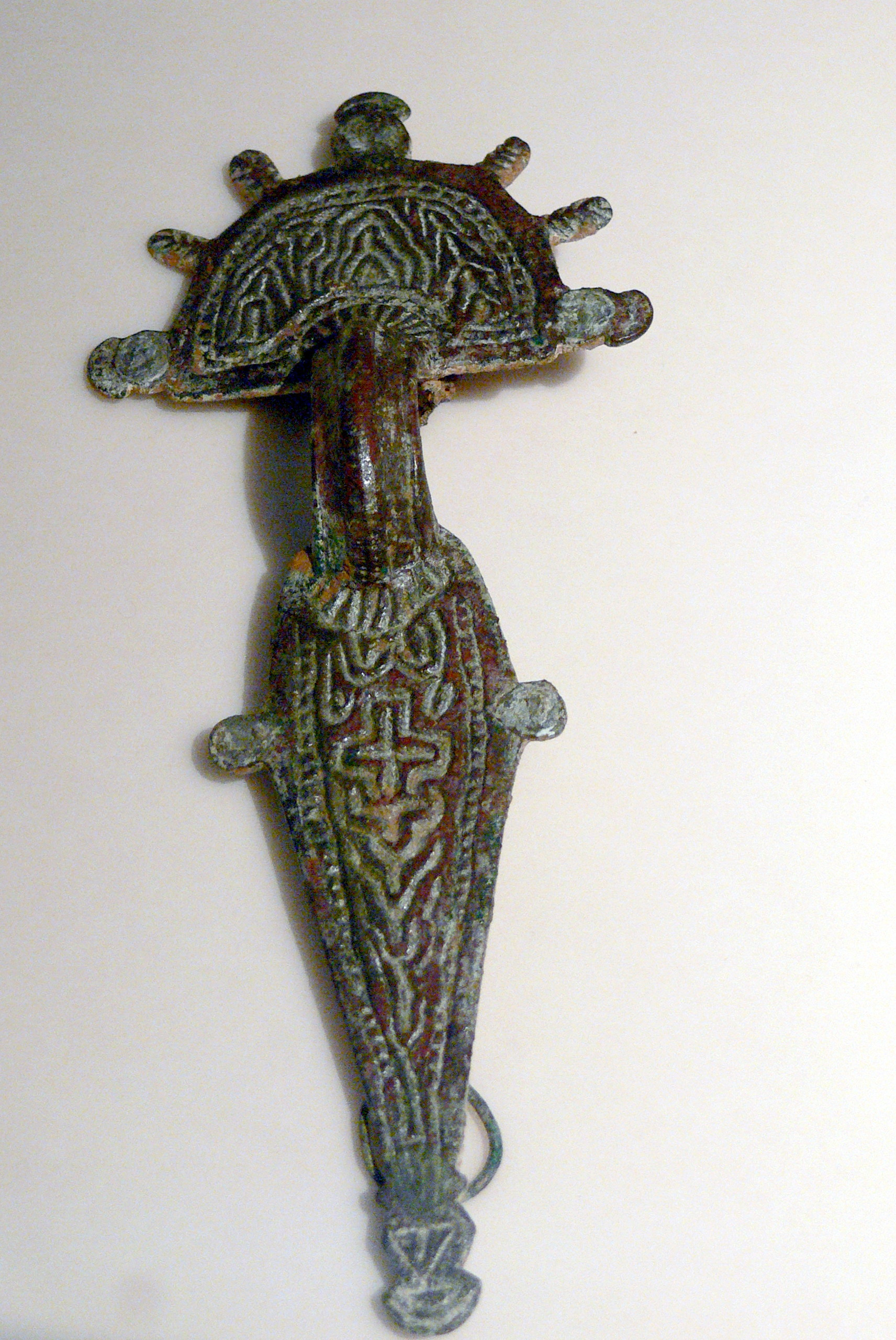
Fibule wisigothique du VIe siècle découverte dans une sépulture de la nécropole de Castiltierra, en Espagne.

L'art wisigoth ou art wisigothique renvoie à l’art développé du Ve siècle au début du VIIIe siècle durant l'existence du royaume wisigoth, principalement en Espagne et  moins au Portugal (Hispanie de l’époque). La période de fondation lorsque sa capitale était Tolosa (Toulouse) fut trop brève pour laisser des traces significatives.

## Préambule
C’est dans le royaume wisigoth d’Hispanie que la culture classique jette en Occident son dernier éclat. Le rôle politique joué par l’épiscopat, notamment avec saint Léandre et son frère saint Isidore de Séville, la diffusion de l’éducation et de l’écriture (à l’entrée de la bibliothèque sévillane, on pouvait lire : « Il est ici bien des œuvres sacrées, bien des œuvres profanes » ; ce vers trace à lui seul tout un programme), l’importance de la société urbaine assurent une longue survie à l’héritage de la civilisation romaine, dont le royaume de Tolède est à plus d’un égard un conservatoire.
Il apparaît aujourd’hui que la diversité des formes et la variété des influences, héritage romain, traditions byzantine et germanique, font de l’art wisigoth un art de synthèse et que le terme même d'« art wisigothique » ne saurait avoir d’autre signification que géographique. Les manifestations artistiques de ce peuple se manifestent pleinement à partir du VIIe siècle, on peut à partir de ce moment parler d'un art wisigoth. Dans le domaine de l’architecture monumentale, la disparition quasi totale des édifices d'époque wisigothique, en particulier dans les grandes métropoles religieuses et culturelles, est difficilement compensée par les découvertes archéologiques et par le remploi d’éléments sculptés et décoratifs dans des monuments ultérieurs. Il est donc aujourd'hui très difficile de nous représenter l'éclat réel qu'a pu atteindre l'art wisigothique. Seules de très rares églises, surtout en Espagne, très rustiques de campagne sont parvenues jusqu'à nos jours même si elles sont relativement bien conservées.
Cette période de l'art ibérique est dominée par leur style. L'art wisigoth est généralement considéré dans le monde anglo-saxon comme une des souches de l'Art des migrations (car il entretient des ressemblances étroites avec l'art mérovingien, l'art anglo-saxon ou encore l'art lombard), tandis que dans les mondes espagnols et portugais il est généralement classifié en tant que art préroman.
L’art wisigoth comprend :
- L'architecture
- La sculpture
- L'orfèvrerie
- L'écriture

## Architecture

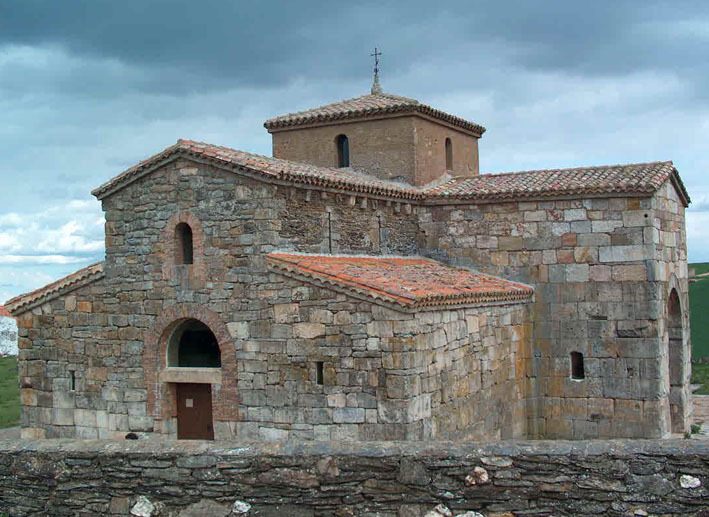
Église San Pedro de la Nave
El Campillo (Zamora) Espagne.

D'inspiration romaine tardive et byzantine, l'architecture wisigothe donne des édifices massifs, trapus avec des murs épais en pierres de taille ouvragées, le plus souvent à caractère religieux. C'est du moins le cas des rares églises rustiques de campagne qui sont parvenues jusqu'à nos jours. Les grandes églises urbaines, forcément très différentes, ont toutes disparu. Mais on sait par les fouilles que ces dernières étaient assez similaires pour la conception générale de l'espace aux églises de plan basilical contemporaines qu'on trouve dans l'architecture mérovingienne et byzantine, tandis qu'on ne sait que très peu de choses de leur élévation et de leur décor.

### Architecture religieuse
Certains de ces édifices de l'architecture wisigothe en Espagne sont parvenus jusqu'à nous, à l'instar de l'ermitage de Sainte-Marie de Quintanilla de las Viñas à Burgos, l'église de San Pedro de la Nave, l'église de Santa María de Melque, à San Martín de Montalbán, l'église Saint-Jean-Baptiste de Baños de Cerrato à Venta de Baños de type basilique latine, les églises de San Martín et de Santa Comba de Bande, toutes deux de style plus ou moins byzantin en forme de croix grecque, l'église de Santa Lucía del Trampal à Alcuéscar, la crypte de la cathédrale San Antolín à Palencia, l'église de Sant Cugat del Vallés, dans la banlieue de Barcelone, bâtie au VIe siècle, et au Portugal, chapelle de São Frutuoso de Montélios près de Braga.
Cependant leur style s'est développé pendant le  VIIe siècle suivant, même si les exemples principaux subsistants, rares, sont ruraux ou en ruines. On peut néanmoins y déterminer quelques éléments typologiques. Certains éléments caractéristiques de leur architecture sont :
- Préférentiellement de plan basilical ou de croix grecque, et parfois une conjonction des deux dispositions. Espaces très compartimentés ;
- Abside rectangulaire à l'extérieur, de chaque côté pouvait exister une enceinte destinée à la sacristie (prótesis y diakonikón). La chapelle était séparée du reste de l’église au moyen d'un chancel ;
- Arc en fer à cheval généralement sans clef de voûte, de travées verticales dans la partie haute, élévation de 1/3, les premiers vousseaux sont de plans horizontaux ;
- Utilisation des colonnes et piliers comme supports. Chapiteaux corinthiens invertis très simples ou tronconiques, avec des cimaises lourdes qui ancrent dans les parois ;
- Les murs sont formés par de grands blocs prismatiques assemblés à sec, occasionnellement en alternant avec une brique à la manière romaine ;
- Décoration des frises avec des motifs floraux ou animaliers comme des oiseaux picorant des raisins ;
- Petits porches en façade où latéraux.

Ce renouveau artistique a pu, aussi, s'étendre au domaine de l'architecture. Si, sur le plan de l'architecture civile, il ne reste que peu de vestiges, par contre certaines églises wisigothes du nord de la péninsule Ibérique sont dans un très bon état de conservation qui s'explique par plusieurs facteurs. Tout d'abord, à l'exception de la crypte de San Antolín (es) située sous la cathédrale San Antolín de Palencia, elles se situent dans un milieu rural moins sujet à bouleversements que le milieu urbain, ensuite, elles furent construites dans des régions où l'occupation musulmane fut d'une durée relativement courte, enfin, symboles même de ce qu'ils avaient à reconquérir, elles bénéficièrent, certainement, de la protection des artisans de la Reconquista et, en particulier, des souverains asturiens. 
Du VIe siècle, il convient de mentionner la petite église du monastère de Sant Cugat del Vallès. Bien que très détériorée, elle montre une nef unique qui se termine par une abside dont le plan se répétera ensuite dans d'autres églises postérieures appartenant au style mozarabe. Il s'agit d'une chapelle semi-circulaire à l'intérieur, et rectangulaire à l'extérieur. Quant au reste, elle suit principalement la tradition paléochrétienne dans l'architecture religieuse.
Pour la plupart, les églises datent de la deuxième moitié du VIIe siècle. C'est le cas de l'église Saint-Jean-Baptiste de Baños de Cerrato, près de Palencia, de la chapelle de São Frutuoso de Montélios, près de Braga, de l'église Santa Comba de Bande, au sud d'Ourense, sur les rives du lac de retenue de las Conchas, sur la rivière Limia, et de l'église San Pedro de la Nave, près de Zamora, érigée sous le roi Égica (687-700) dans les années 690.

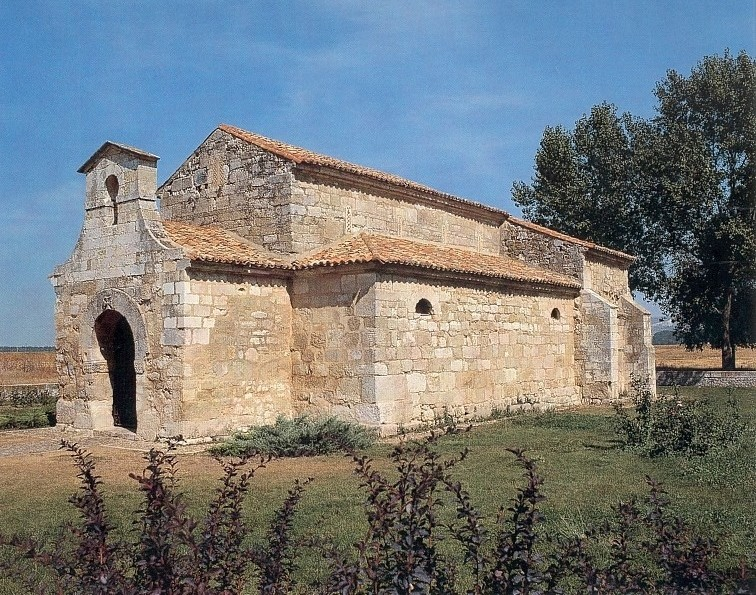
Église Saint-Jean-Baptiste de Baños de Cerrato.

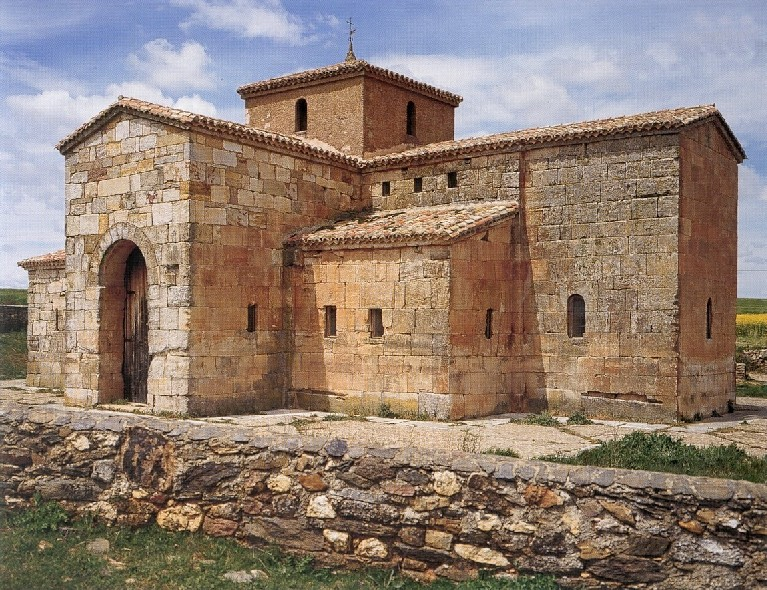
Église San Pedro de la Nave.

Quant à l'église Sainte-Marie de Lara de Quintanilla de las Viñas, entre Burgos et Santo Domingo de Silos, elle fut construite au début du VIIIe siècle, quelques années seulement avant l'invasion islamique.
Ces églises se caractérisent par leur bel appareil, assemblé à sec. Leurs plans sont variés, celui de la chapelle de São Frutuoso de Montélios rappelle le plan du mausolée de Galla Placidia à Ravenne.

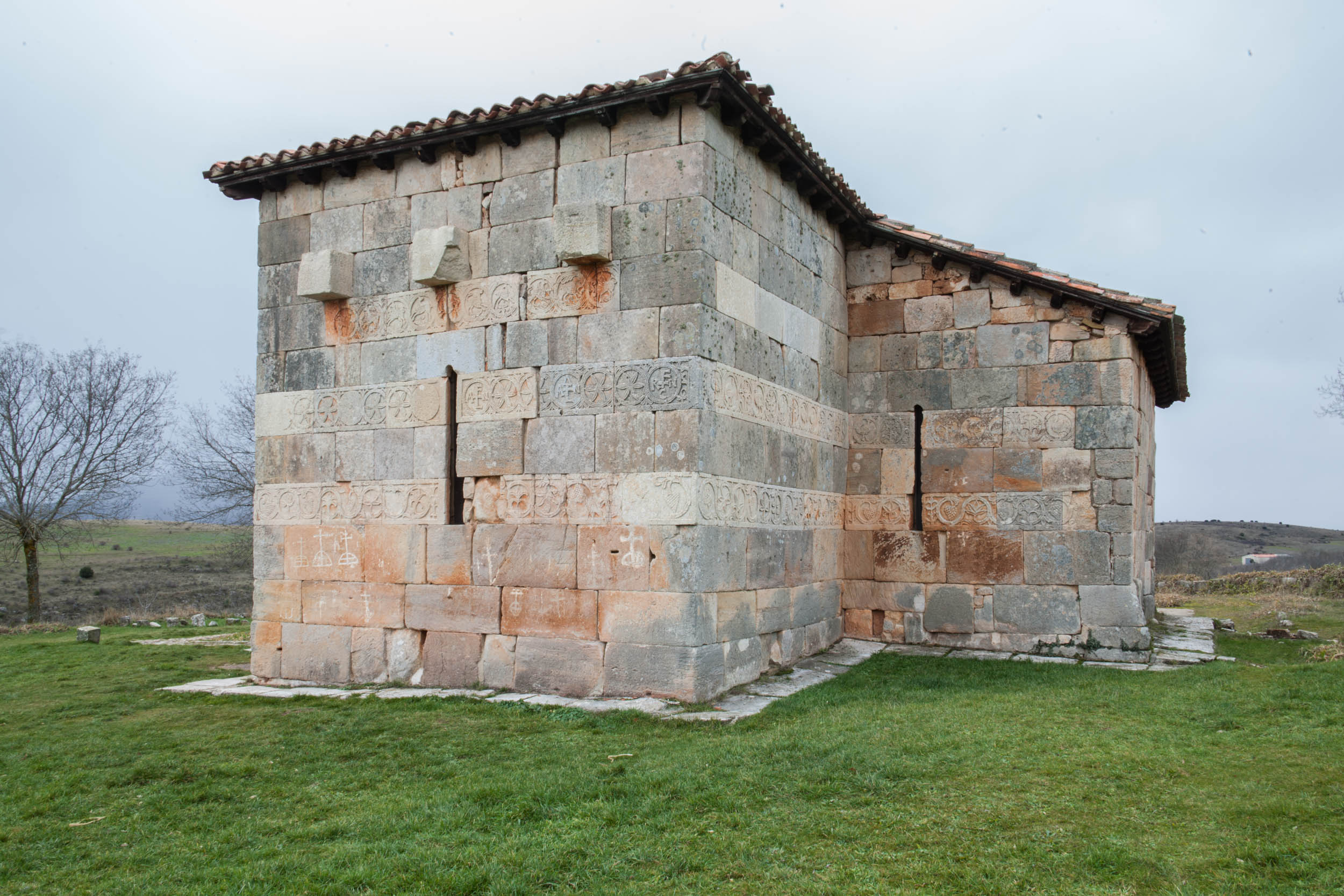
Église Sainte-Marie de Lara, décorée de frises de rinceaux et rosettes.

Le décor sculpté, qui témoigne d'un recul de l'art figuratif au profit de représentations plus abstraites, occupe les pilastres et les colonnes, les chapiteaux et les impostes. Les sculpteurs ont travaillé en méplat même sur les chapiteaux qui prennent, à cet effet, la forme d'une pyramide tronquée inversée. Sur ceux de l'église San Pedro de la Nave, sont ainsi représentés des motifs floraux ou animaliers, comme des oiseaux picorant des raisins, mais aussi des scènes de l'Ancien Testament, comme Daniel dans la fosse aux lions ou le sacrifice d'Abraham, dont le traitement graphique, qui va à l'essentiel, pourrait avoir été inspiré par des miniatures de manuscrits wisigothiques disparus. Les architectes ont eu recours à l'arc outrepassé, généralement au tiers de son rayon pour les exemples qui nous sont parvenus, donc moins refermé que certains qui sont employés dans les édifices hispano-arabes, auxquels il est aussi antérieur.
L'arc triomphal outrepassé qui ouvre sur l'abside de l'église Sainte-Marie de Lara, repose sur deux impostes soutenues par des colonnes ; sur l'imposte de gauche, un homme est sculpté, surmonté d'un symbole lunaire, et sur celui de gauche, un visage plutôt féminin porte une couronne de rayons solaires. Les deux personnages sont encadrés par des anges : le premier symboliserait l'Église et le second, le Christ. Seuls subsistent de cette église, le transept et le chevet, qui, sur leur pourtour extérieur, sont parcourus de frises de motifs inscrits dans des cercles décorés ; et ainsi, au pied du mont de Lara, alternent, sur la pierre blonde, pampres, rinceaux à palmettes, paons, coqs, cailles et griffons.
Et en France:
- Chapelle Saint-Christol (Nissan-lez-Enserune, Hérault)
- Chapelle Notre-Dame-de-la-Miséricorde (Nissan-lez-Enserune, Hérault)

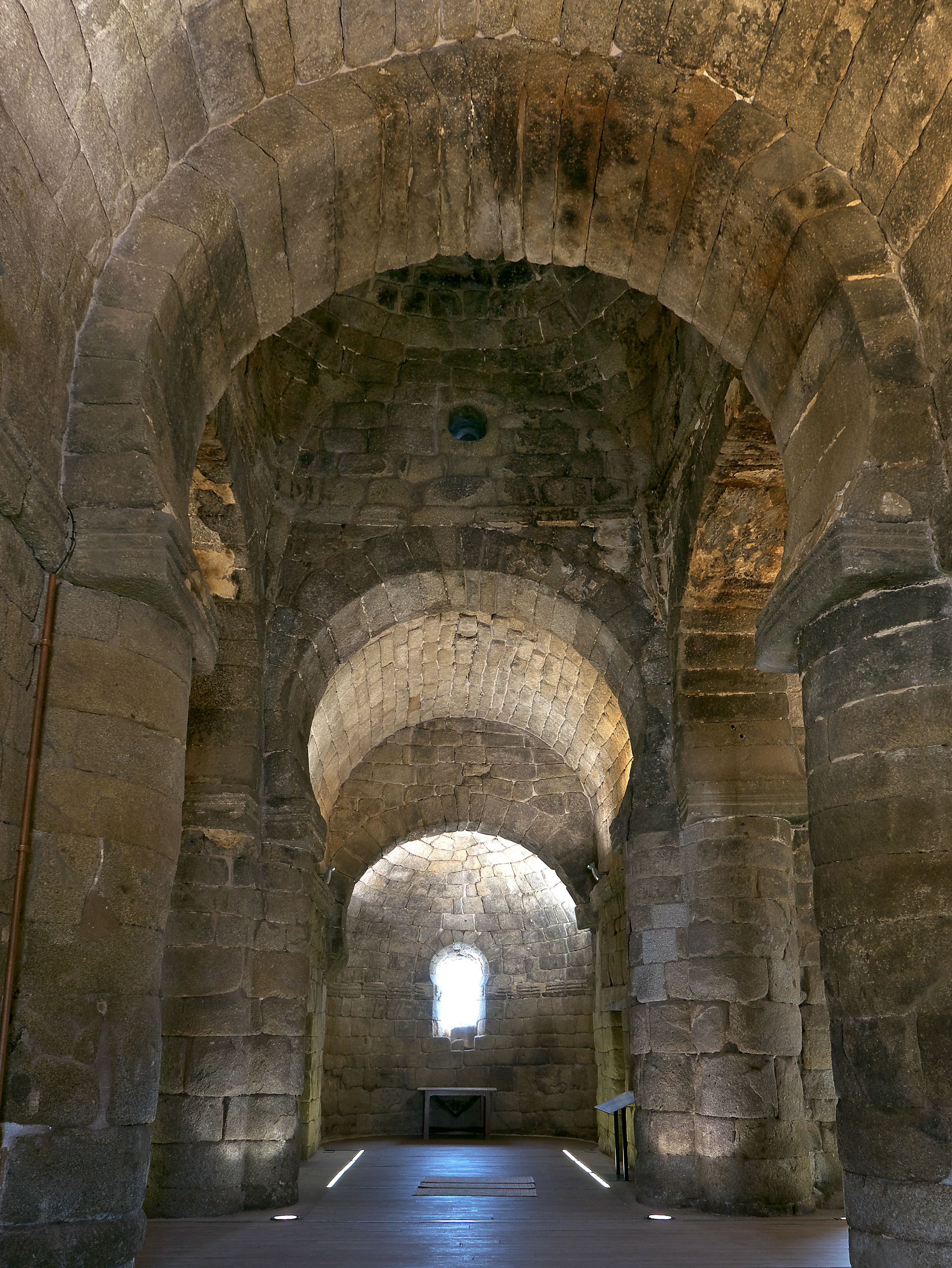
Intérieur de l'église Santa María de Melque.
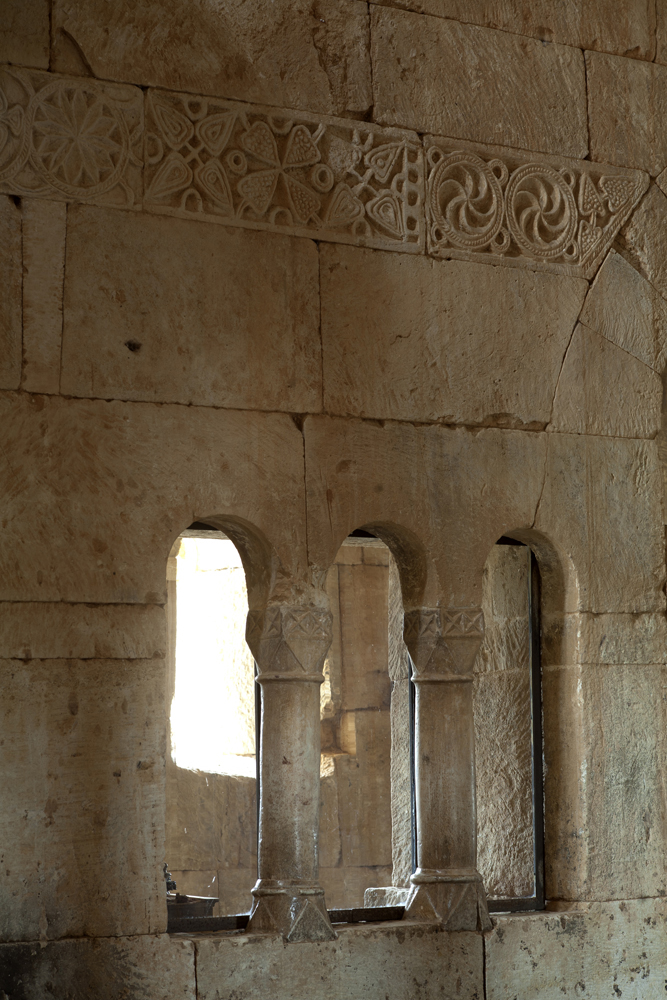
Détail à l'intérieur de l'église San Pedro de la Nave.
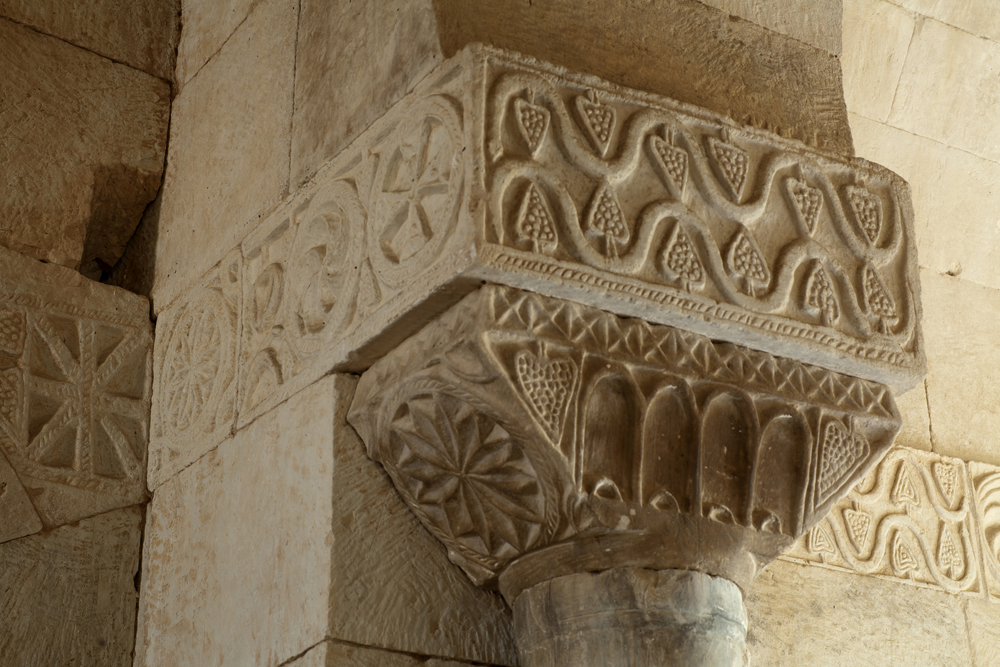
Un chapiteau de l'église San Pedro de la Nave.
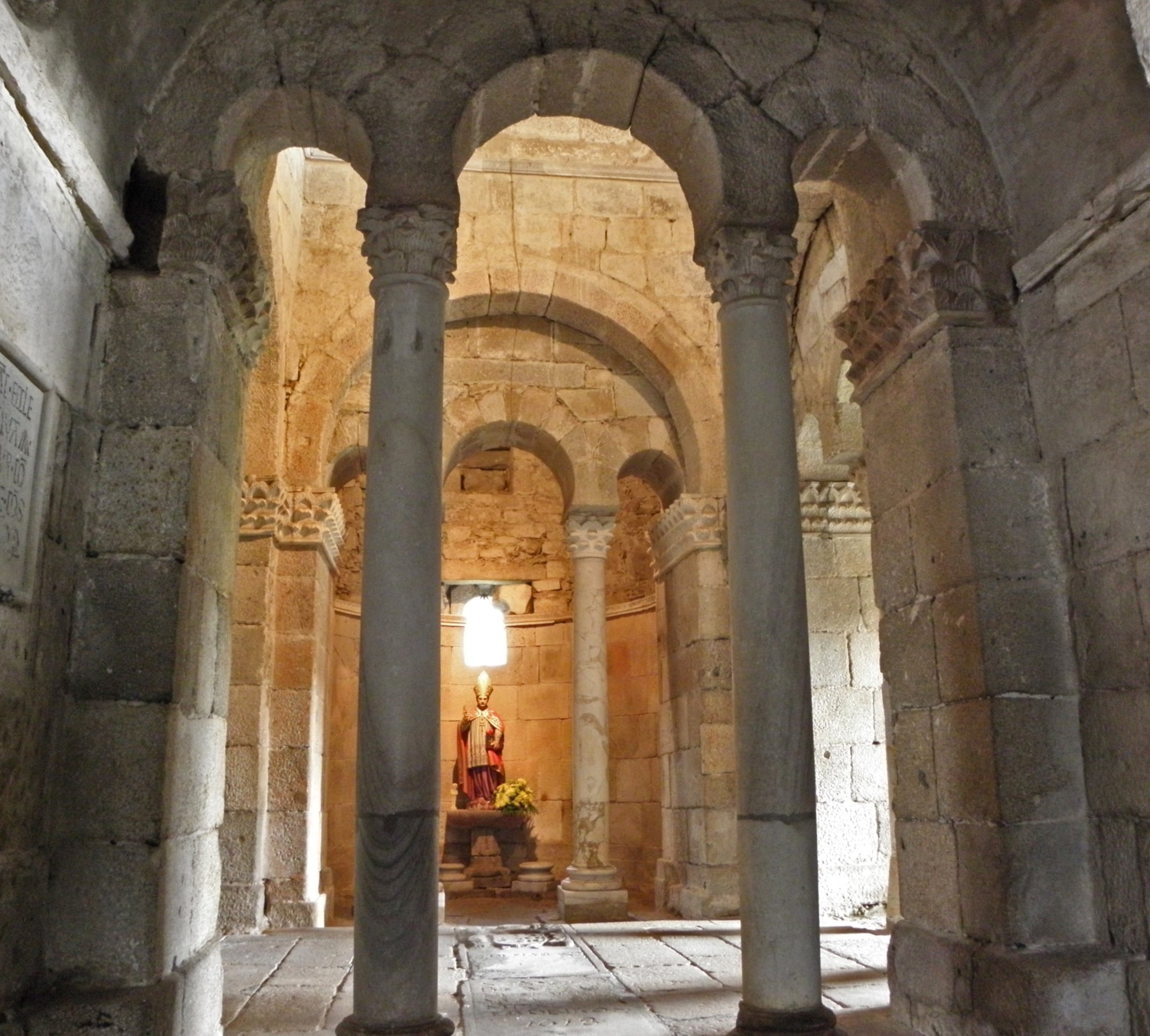
Intérieur de la chapelle de São Frutuoso de Montélios.
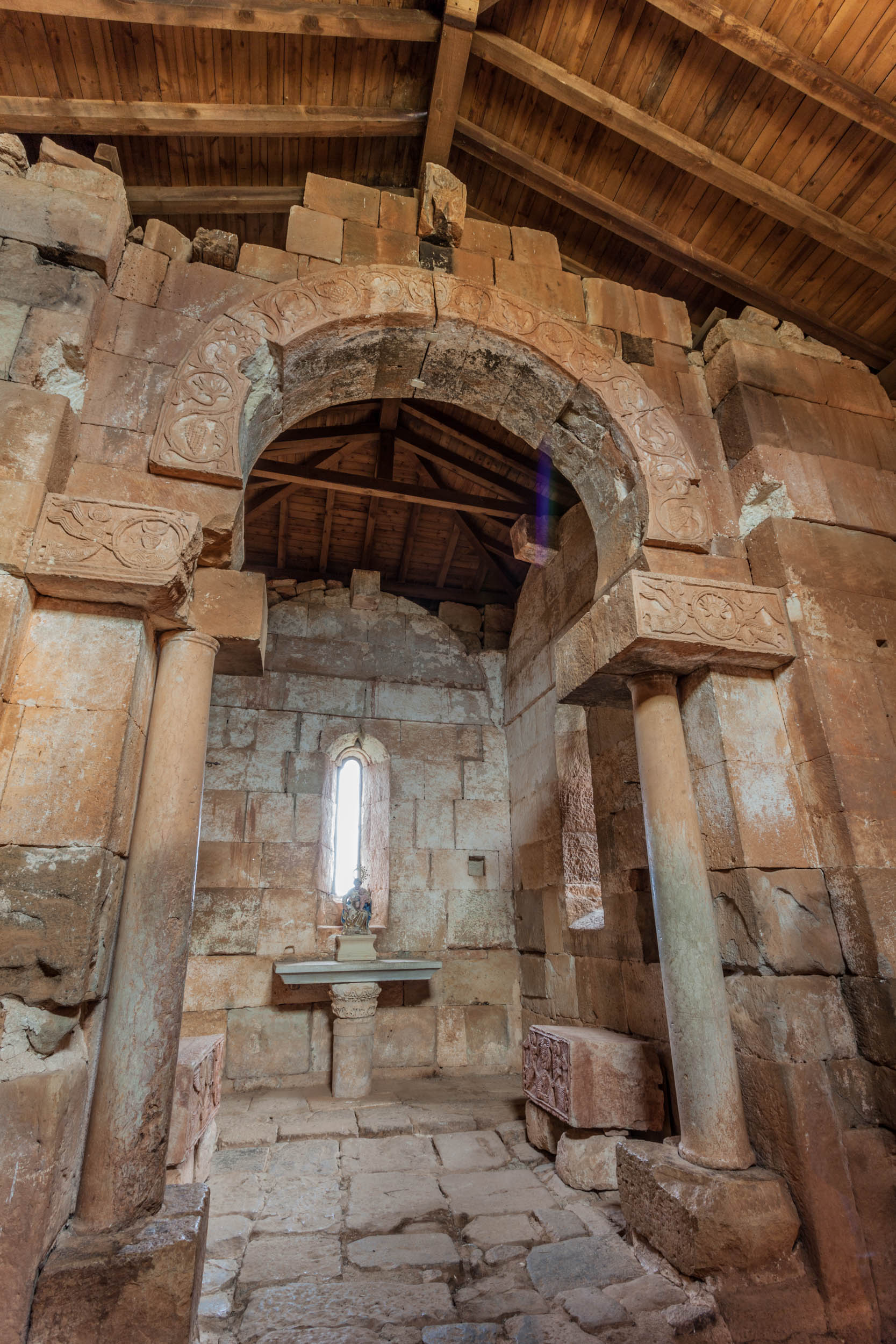
Arc outrepassé décoré d'un rinceau de vigne, de l'église Sainte-Marie de Quintanilla de las Viñas.

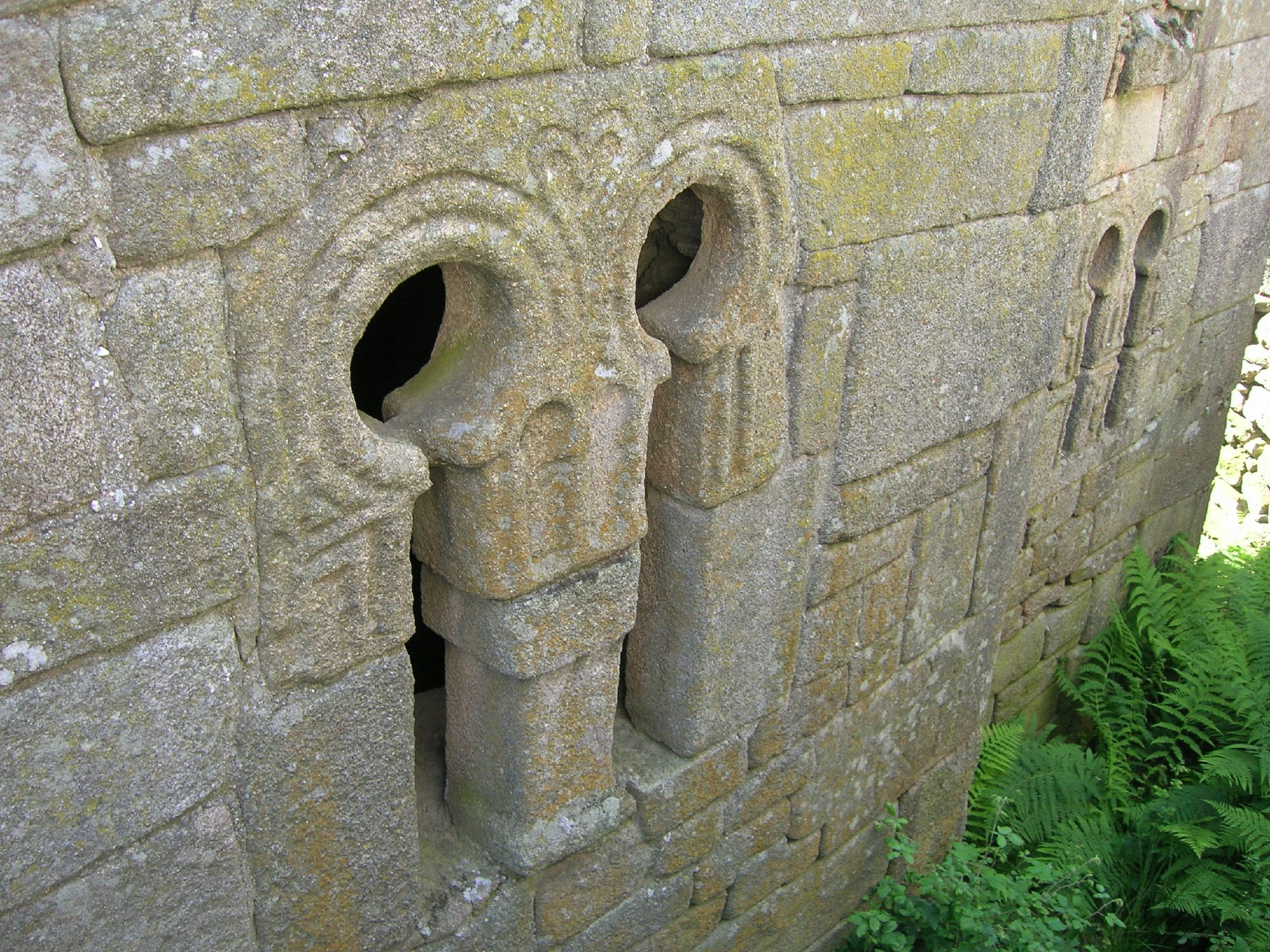
Fenêtres géminées de l'église Santa Eufemia de Ambía.
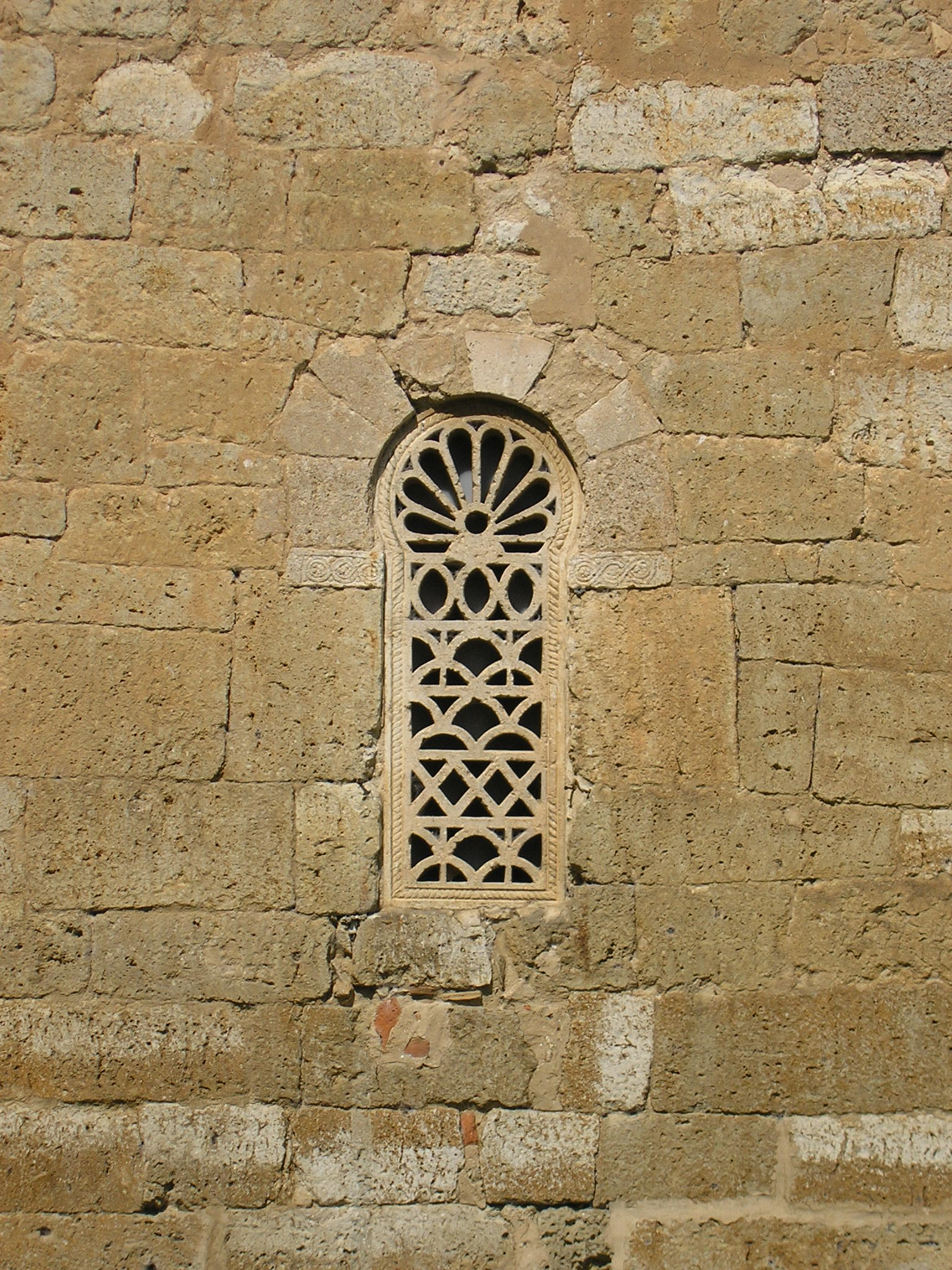
Une fenêtre avec remplage en pierre de l'église Saint-Jean-Baptiste de Baños de Cerrato.
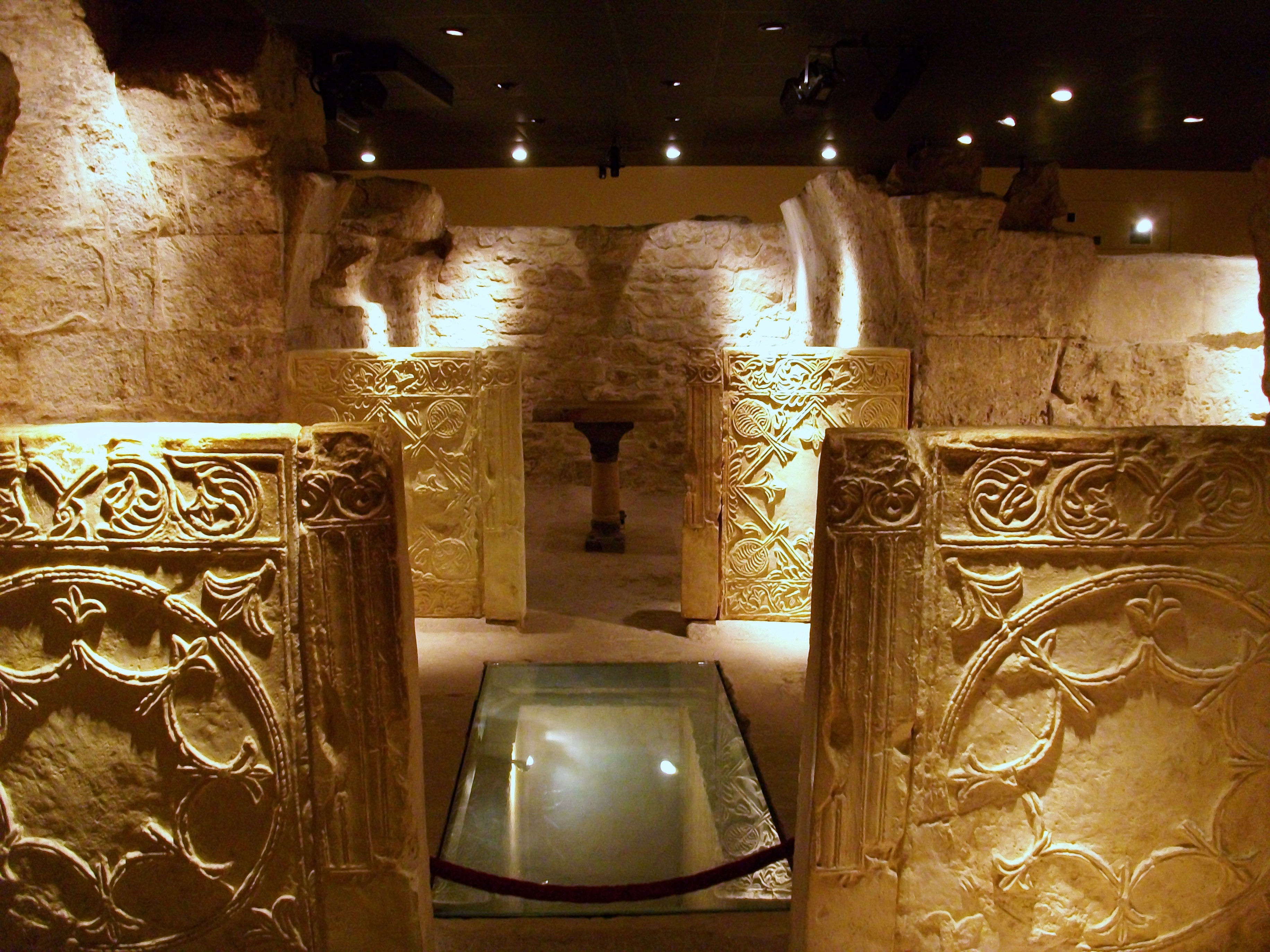
Crypte wisigothique de Saint-Vincent-le-Martyr à Valence.
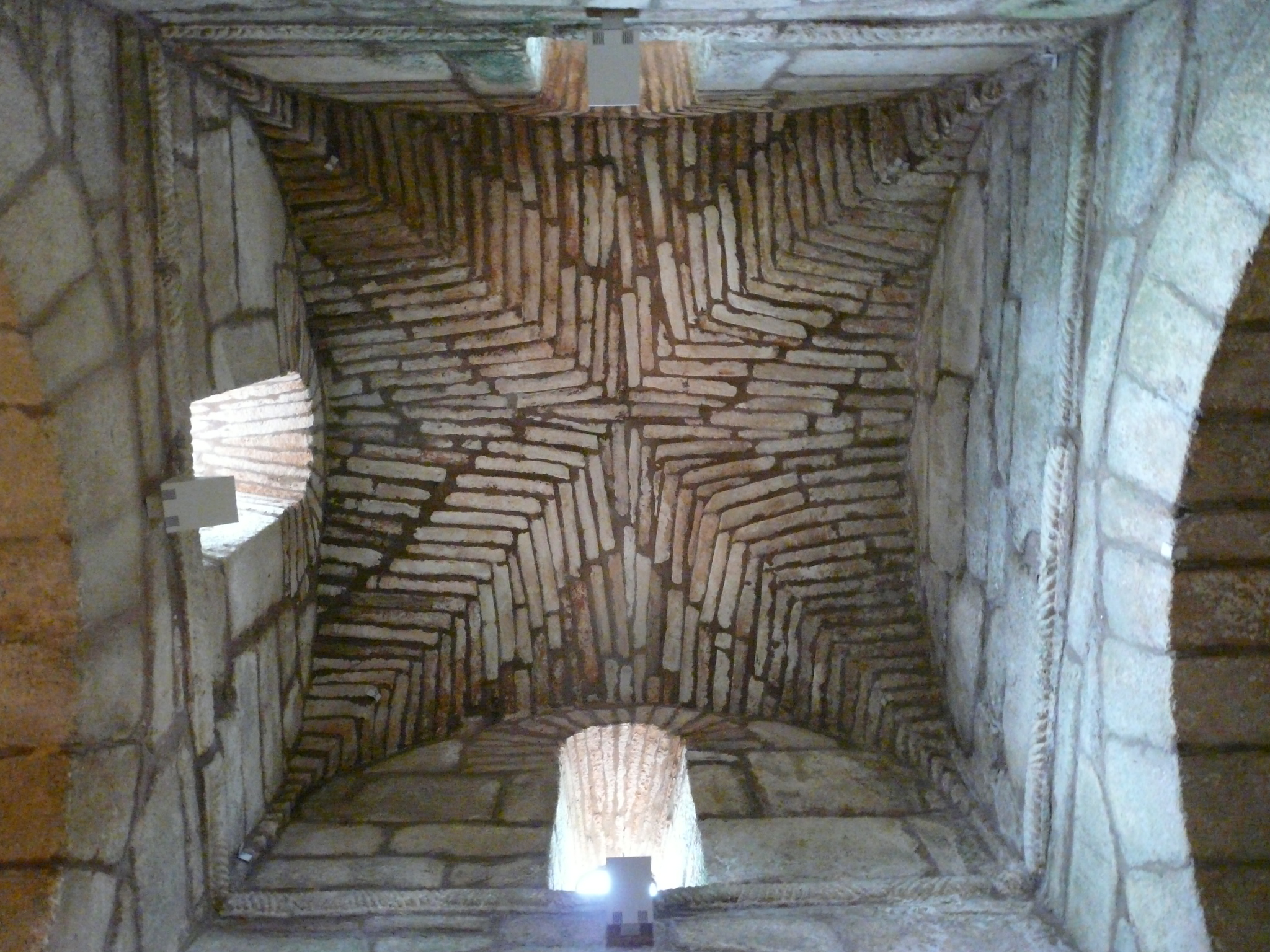
Voûte d'arêtes dans l'église Santa Comba de Bande.
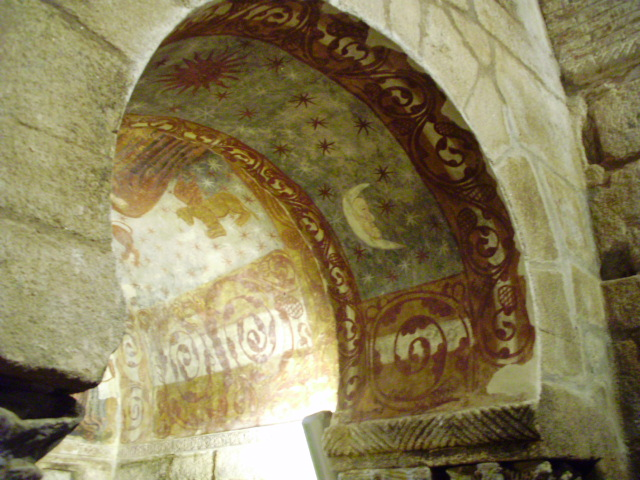
Fresques du VIIe siècle dans l'église Santa Comba de Bande.

### Architecture civile
On ne saurait être complet sans mentionner l’architecture civile. Comme d’autres « nations barbares » établies dans l’ancien Empire romain d’Occident, les Wisigoths furent davantage amenés à utiliser et à transformer les monuments civils romains tardifs existants qu’à en construire de nouveaux. Le roi Léovigild (567-586) s’imposa néanmoins comme bâtisseur, en édifiant à partir de 568 la ville fortifiée de Reccopolis (Cerro de la Oliva, Province de Guadalajara), dont les fouilles ont révélé les fondations du palais et de l’église adjacente (le site ayant été abandonné au Xe siècle).

## Sculpture
La sculpture wisigothe est toujours associée à l’architecture. Ce sont les bas-reliefs des chapiteaux des colonnes ou les frises ornant la partie supérieure des murs de certaines églises. 

## Orfèvrerie

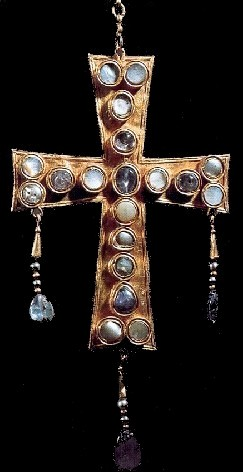
Croix votive.

L'orfèvrerie wisigothe se développa essentiellement au VIIe siècle à Tolède. Elle se compose principalement de couronnes votives, de fibules et de broches. Les ornements de ces pièces sont majoritairement géométriques.
Avant le concile de Tolède de 589, les Wisigoths avaient une production artistique composée de bijoux et de parures de vêtements comme des boucles de ceinture ou des fibules. La présence de bijoux wisigothiques dans les tombes est attestée jusqu’à la fin du VIe siècle. Ces offrandes funéraires sont les indices d’une assimilation harmonieuse des Wisigoths en Espagne.
Après la conversion de l'arianisme au catholicisme du roi Récarède Ier officialisée lors du troisième concile de Tolède le 8 mai 589, la renaissance isidorienne, mais aussi l'établissement durable de ce peuple dans un espace géographique déterminé, ont engendré l'éclosion d'un courant artistique qui a continué à se manifester dans le travail d'objets de pierres et métaux précieux. Les couronnes votives du trésor découvert à Fuente de Guarrazar, à proximité de Tolède, en 1859 en sont un exemple. 

### Le trésor de Guarrazar

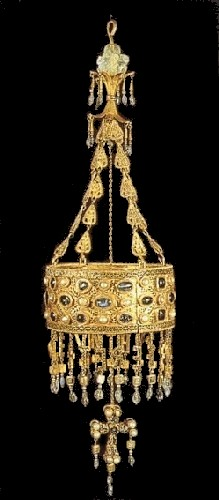
Couronne votive de Réceswinthe (Musée archéologique national de Madrid).

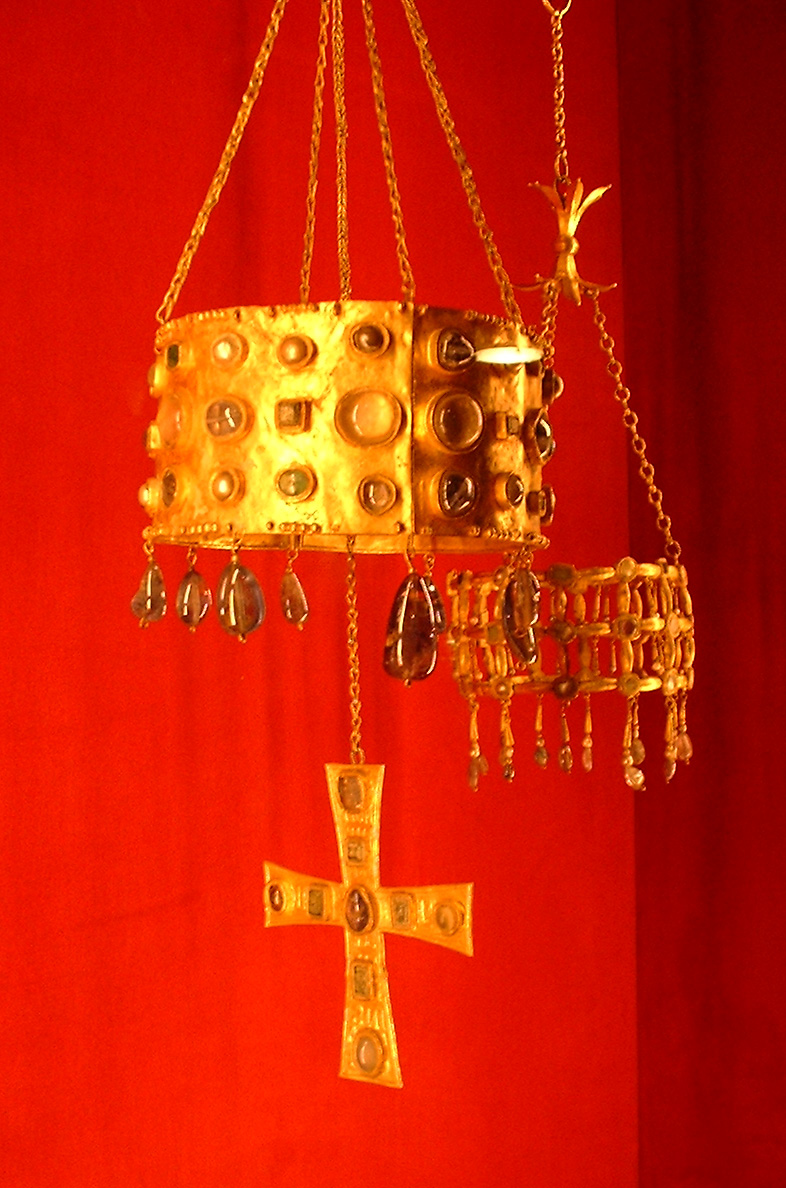
Couronne votive de Swinthila (Reproduction de l'original, dérobé en 1921)(musée national du Moyen Âge).

Il comprend une douzaine de couronnes enfouies vers 711, lors de l’arrivée des Maures, et qui devaient être suspendues jusque-là dans la cathédrale de Tolède. De tels objets étaient en effet offerts à l’occasion d’une fondation pieuse (ils sont alors anonymes) ou par les souverains lors de leur couronnement : c’est le cas de deux des couronnes de Guarrazar qui portent les noms (lettres en pendentifs) de Swinthila (621-631) et de Réceswinthe (653-672). 
Ce sont de remarquables pièces d’orfèvrerie : suspendues par des chaînettes simples ou à éléments filigranés et ajourés (parfois issus d’une suspension élaborée de type végétal), les couronnes sont constituées d’un bandeau richement travaillé en tôle d’or ajourée et filigranée, orné de perles et de cabochons en pierres précieuses ; divers pendentifs en tôle d’or et pierres précieuses (alternant avec des lettres d’orfèvrerie cloisonnée dans le cas des deux couronnes royales) sont suspendus tout autour du bandeau, avec, dans certains cas, un pendentif central cruciforme, indépendant de la couronne qu’il traverse.
La Couronne de Réceswinthe se trouve aujourd'hui au Musée archéologique national de Madrid et a été restaurée au Musée national du Moyen Âge à Paris en 1928. Elle est en or pur avec des chaînettes dans lesquelles sont accrochées des lettres d’or donnant l'inscription (R)ECCESVINTHVS REX OFFERET, ainsi que des cabochons taillés en cristal de roche. Elle possédait à l'origine une croix pectorale byzantine suspendue au milieu. La croix que l’on voit actuellement en suspens au centre de la couronne est en réalité une fibule, elle conserve encore le ressort et la fermeture, outre le fait qu'elle est d'un style différent à la couronne elle-même.
La couronne de Swinthila fut dérobée dans la nuit du 4 avril 1921 à l'Armurerie du Palais royal de Madrid et n'a jamais pu être retrouvée,.                     

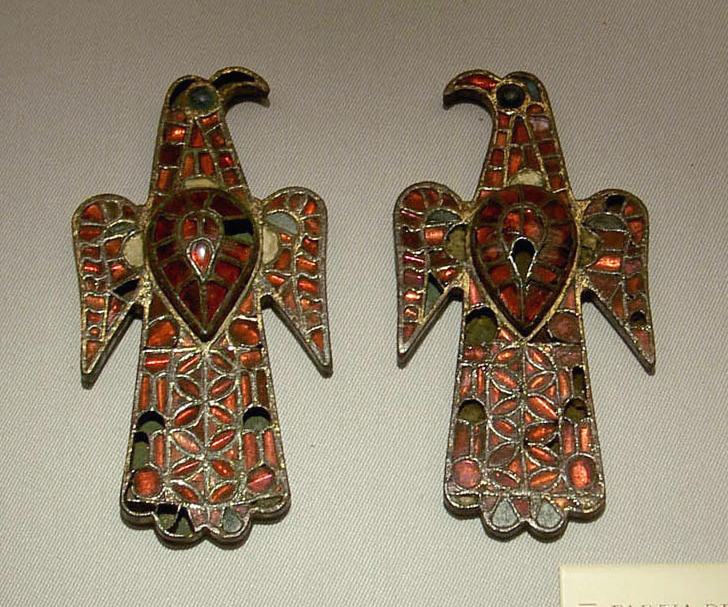
Fibules hispano-wisigothiques, Tierra de Barros- Espagne. Walters Gallery, Baltimore.

Les fibules aquiliformes (en forme d'aigle) qui ont été découvertes dans des nécropoles telles que Duraton, Madrona ou Castiltierra (villes de Ségovie), d'une grande importance archéologique, sont un exemple indubitable de la présence wisigothe en Espagne. Ces fibules étaient utilisées individuellement ou par paires comme fermoirs ou épingles pour joindre les vêtements. Elles montrent toute la qualité du travail des orfèvres de l'Hispanie wisigothe.
Des boucles de ceinture trouvées en Espagne sont pour des historiens tels que G.G. Koenig à la mode danubienne des Ve – VIe siècles. Pour le professeur français Michel Kazanski, cette mode s'est développée au nord de la mer Noire vers l'an 400 et les peuples germaniques l'ont ensuite apporté à l'Ouest.